# Ann Gillespie
Ann H. Gillespie (* vor 1981) ist eine US-amerikanische ehemalige Schauspielerin. Seit 2007 ist sie Priesterin der Episkopalkirche der Vereinigten Staaten von Amerika.

## Leben
Gillespie hatte ihr Fernsehdebüt als Siobhan Ryan bzw. Siobhan Ryan Novak in der Serie Ryan’s Hope. Die Rolle übernahm sie von Sarah Felder. Nach einem Jahr wurde sie ihrerseits von Marg Helgenberger ersetzt. Neben etlichen weiteren Auftritten in Film und Fernsehen war sie in Star Trek: Deep Space Nine von 1993 bis 1995 in vier Folgen als Krankenschwester Jabara zu sehen. In Beverly Hills, 90210 spielte sie von 1990 bis 2000 die wiederkehrende Rolle der Jackie Taylor (Kellys Mutter). 2003 erreichte sie ein Bachelor of Arts am Vermonter Goddard College.
Ein Jahr später zog sie mit ihrer Familie nach Alexandria, Virginia, um das Virginia Theological Seminary zu besuchen. 2007 schloss sie ihr Studium mit einem M. Div. ab und wurde zur Priesterin der Episkopalkirche ordiniert. Von 2007 bis 2018 war sie Senior Associate Rector der episkopalen Christ Church in Alexandria und auch als Mother Ann Gillespie und Reverend Ann Gillespie bekannt. Von 2008 bis 2009 war sie erneut als Jackie Taylor in 90210 zu sehen, einem Ableger von Beverly Hills, 90210.

## Filmografie
- 1981: Tod auf dem Campus (Kent State, Fernsehfilm)
- 1981–1982: Ryan’s Hope (Fernsehserie)
- 1982: Parole (Fernsehfilm)
- 1983: Lovesick – Der liebeskranke Psychiater (Lovesick)
- 1983: T.J. Hooker (Fernsehserie, eine Folge)
- 1983: Living Proof: The Hank Williams, Jr. Story (Fernsehfilm)
- 1983: Amanda’s (Fernsehserie, eine Folge)
- 1983: Beste Spieler weit und breit – Sein größtes Abenteuer (Kenny Rogers as The Gambler: The Adventure Continues, Fernsehfilm)
- 1984: Hotel (Fernsehserie, eine Folge)
- 1984: Happy Days (Fernsehserie, eine Folge)
- 1984: The Sheriff and the Astronaut (Fernsehfilm)
- 1986: Mary (Fernsehserie, eine Folge)
- 1987: Ein Vater zuviel (My Two Dads, Fernsehserie, eine Folge)
- 1987: Kenny Rogers as The Gambler, Part III: The Legend Continues (Fernsehfilm)
- 1987: Matlock (Fernsehserie, eine Folge)
- 1989: Jesse aus dem All (Hard Time on Planet Earth, Fernsehserie, eine Folge)
- 1989: Raumschiff Enterprise – Das nächste Jahrhundert (Star Trek: The Next Generation, Fernsehserie, eine Folge)
- 1990: Hunter (Fernsehserie, eine Folge)
- 1990: Condition Red (By Dawn’s Early Light, Fernsehfilm)
- 1990: Cop Rock (Fernsehserie, eine Folge)
- 1990–2000: Beverly Hills, 90210 (Fernsehserie, 55 Folgen)
- 1991: Rich Girl
- 1991: Der beste Spieler weit und breit – Sein höchster Einsatz (The Gambler Returns: The Luck of the Draw, Fernsehfilm)
- 1993–1995: Star Trek: Deep Space Nine (Fernsehserie, 4 Folgen)
- 1997: Eine himmlische Familie (7th Heaven, Fernsehserie, eine Folge)
- 1998: Archibald the Rainbow Painter
- 1998: Emergency Room – Die Notaufnahme (ER, Fernsehserie, eine Folge)
- 1999: Valerie Flake
- 1999: Sunset Beach (Fernsehserie, 2 Folgen)
- 1999: Practice – Die Anwälte (The Practice, Fernsehserie, eine Folge)
- 1999: Katie Joplin (Fernsehserie, eine Folge)
- 1999: Diagnose: Mord (Diagnosis Murder, Fernsehserie, eine Folge)
- 2001: Gilmore Girls (Fernsehserie, eine Folge)
- 2001: First Years (Fernsehserie, eine Folge)
- 2001: Für alle Fälle Amy (Judging Amy, Fernsehserie, eine Folge)
- 2008–2009: 90210 (Fernsehserie, 6 Folgen)